# 阿伯茨堡 (北卡羅萊納州)
阿伯茨堡（英語：Abbottsburg）是位於美國北卡羅萊納州布拉登縣的非建制地區。

## 歷史
阿伯茨堡的郵局於1869年設立，其後於1974年停運。

## 地理
阿伯茨堡所處的海拔為高於海平面33米（即108英呎），而該地所採用的時區為UTC-5，即北美东部时区（EST）。同時該地設有夏令時間，為UTC-5調快一小時，即UTC-4（EDT）。